# IXpatriate
iXpatriate ist ein deutsches Webportal für kleine und mittelständische Unternehmen (KMU). Es unterstützt die einfache, schnelle und gezielte Auslandsvorbereitung. Das Webportal für Auslandkompetenz ist auf die spezifischen Bedürfnisse solcher Unternehmen ausgerichtet. Betreiber ist der Lehrstuhl für Marketing der Technischen Universität Dresden.

## Ziele des Portals
Das Portal hilft Entsandten von KMU, interkulturelle Kompetenz aufzubauen. Es soll gleichermaßen zur unternehmerischen Wertschöpfung und zur interkulturellen Wertschätzung beitragen. Mit diesem Portal werden zwei zentrale Ziele verfolgt:
- Interkulturell effektives Handeln: Das Portal soll Ratsuchenden helfen, interkulturelle Kontaktsituation erfolgreich zu bewältigen. Dies ist meist eine notwendige Bedingung dafür, dass ein Entsandter die vom Unternehmen gesetzten Ziele erfüllen kann.
- Interkulturell angemessenes Interagieren: Mit Hilfe des Portals können Ratsuchende bereits vor einer Entsendung falsche Erwartungen und Stereotype abbauen. So können sie im Zielland respektvoll und sensibel mit Bewohnern des Ziellandes kommunizieren.

## Funktionen
Das Portal bietet folgende Funktionen zur Vorbereitung eines Auslandseinsatzes:
- Berichte auslandserfahrener Expatriates
- Recherche kompetenter Ansprechpartner
- Aufbau von Netzwerken zwischen KMU, die im Ausland tätig sind
- Recherche von Anbietern von Vorbereitungskursen (Interkulturelles Training, Sprachkurse etc.)
- allgemeine Landesinformationen

Mit Hilfe des Portals können sich für eine Zeit im Ausland Tätige über die gesellschaftlichen und geschäftlichen Gepflogenheiten ihres Ziellandes informieren. Alle Informationen können über eine Suchmaske bedarfsgerecht recherchiert werden. Mögliche Suchkriterien sind dabei Zielländer, Branchen, Tätigkeitsbereiche und interkulturelle Kontaktsituationen.
iXpatriate unterstützt die Kontaktaufnahme mit geeigneten Ratgebern virtuell durch Foren und Chatrooms. Darüber hinaus kann auch ein persönlicher Kontakt organisiert werden.

## Wissenschaftliche Grundlage
In großen Multinationalen Unternehmen (MNU) geben oftmals auslandserfahrene Mitarbeiter ihr Wissen intern weiter. Dadurch können falsche Erwartungen unerfahrener Kollegen bereits vor einer Entsendung korrigiert werden. Kleine und mittelständische Unternehmen hingegen können in der Regel nicht auf internes Know-how zurückgreifen. Um diesen größenbedingten Nachteil zu überwinden, müssen KMU das interkulturelle Wissensmanagement, das die Großen externalisiert haben, internalisieren. Das Informationsportal iXpatriate zielt darauf ab, KMU bei diesem Prozess der Netzwerkbildung zu unterstützen. Erfahrungswissen, das verschiedene KMU im Ausland gesammelt haben, soll hier für andere Unternehmen bereitgestellt werden. Dabei wird beachtet, dass nicht das objektive Wissen, sondern das durch Erfahrung gewonnene Wissen besonders wertvoll für die Internationalisierung ist und dass eine narrative Wissensweitergabe der stark kodifizierten überlegen ist.
Die im Portal behandelten Themen und Probleme sowie die Form der Informationsvermittlung sind an die spezifischen Wünsche und Anforderungen deutscher KMU angepasst.

## Förderer des Projekts
iXpatriate wird gefördert vom Bundesministerium für Arbeit und Soziales (BMAS) aus Mitteln des Europäischen Sozialfonds (ESF).
Das Projekt wurde bei der Preisverleihung des vom Bundesministerium für Wirtschaft und Arbeit und vom Arbeitgeberverband Gesamtmetall verliehenen Xenos-Preises 2005 „Förderung von Achtung, Toleranz und Verständnis in Betrieben“ mit dem Dritten Preis ausgezeichnet.